# Moritz Rohrmann
Moritz Rohrmann (28. prosince 1835 Vídeň – podzim 1920 Dolní Bludovice) byl rakouský politik německé národnosti ze Slezska, v 2. polovině 19. století poslanec Říšské rady.

## Biografie
Působil jako statkář v Dolních Bludovicích. Panství Dolní Bludovice mu patřilo od roku 1865. V roce 1907 prodal svůj majetek Rakouské báňské a hutnické společnosti bratří Gutmannových.
Od roku 1870 zasedal na Slezském zemském sněmu. Zastupoval velkostatkářskou kurii. Zemský sněm ho roku 1871 delegoval i do Říšské rady (celostátní parlament, volený nepřímo zemskými sněmy). Do parlamentu se vrátil v doplňovacích volbách roku 1878, za velkostatkářskou kurii v Slezsku. Slib složil 22. října 1878. Mandát obhájil v řádných volbách do Říšské rady roku 1879. Na mandát v Říšské radě rezignoval v prosinci 1882. Na zemském sněmu složil mandát v roce 1883.
Byl aktivní v německých kulturních a školských spolcích. Český tisk ho v nekrologu označil za člověka, který stál v čele germanizačních snah na Těšínsku. Podporoval Deutscher Schulverein a přispíval statisícovými dary na rozvoj německého školství. V několika městech na Těšínsku, ovládaných německou samosprávou, po něm byly pojmenovány ulice. Podporoval rovněž spolky Deutscher Schutzverein a Nordmark. Město Těšín mu roku 1910 udělilo čestné občanství.
Zemřel na podzim 1920. 2. října 1920 již je v tisku uváděn jako zesnulý. Pochován byl na hřbitově v Dolních Bludovicích.